# Кипарска конвенција
Кипарска конвенција потписана је 4. јуна 1878. године између Османског царства и Британске империје. Султан је предао Британцима контролу над острвом Кипар у замену за подршку на Берлинском конгресу и заштиту од руског продора. Претходно је вођен рат између Османског царства и Русије (део Велике источне кризе), у коме су Руси доспели до саме турске престонице, претећи да је заузму. Британци нису могли дозволити излазак Русије на топла мора, што их је чинило природним савезником султана. Кипарска конвенција важила је до 5. новембра 1914. године, када су Британци, због сврставања Османског царства уз Централне силе, анектирали острво. 

## Историја
Султан је предао администрацију Кипра Британији, у замену за гаранције да ће британска морнарица користити острво као базу за заштиту Османског царства од могуће руске агресије. Британци су жртвовали Кипар три пута (1833, 1841, 1845), пре него што су га коначно прихватили 1878. године. Британија и остале европске силе су средином 1870-тих година настојале да спрече продор Руса у области под контролом слабог Османског царства. Руси су, са друге стране, покушавали да изађу на топла мора, преко цариградске луке и Дарданела. Британска администрација на Кипру требало је то да спречи. Јуна 1878. године преговори Британије и Османског царства кулминирали су склапањем Кипарске конвенције. Британска колонијална управа над Кипром изазвала је реакцију грчких националиста који су сада добили нове господаре. Грци су одржали поздравни говор у Ларнаки поводом доласка првог британског високог комисионера, бискупа Китиона, надајући се да ће Британци подржати уједињење Кипра и Грчке, како су претходно учинили са Јонским острвима. 
Британцима је Кипар служио као кључна база на поморској рути ка Британској Индији, најзначајнијој британској прекоморској територији. Године 1906. изграђена је нова лука у Фамагусти, што је повећало значај Кипра као стратешки значајне тачке на мору, којом се бранио Суецки канал. Када се Османско царство 5. новембра 1914. године укључило у Први светски рат, сврставајући се на страну Централних сила, Британци су анектирали Кипар. Конвенција је тада и званично одбачена. Слично је учињено и са Египтом, где је укинут Кедиват и проглашен Египатски султанат под британским протекторатом. 